# Romaanse toren van Amay
De Romaanse toren van Amay, Donjon van Amay of Toren van Waroux (Frans: Tour Romane, Donjon d'Amay, Tour des Waroux) is een middeleeuwse toren in de Belgische plaats Amay, provincie Luik. De toren is sinds 1965 geclassificeerd als monument en behoort tot het Patrimoine immobilier exceptionnel de la Région wallonne. In de toren is een toeristenbureau gevestigd.

## Geschiedenis
De toren is vermoedelijk in de 12e eeuw gebouwd op aangeven van de Luikse bisschop Hendrik van Leyen om het prinsbisdom Luik te beschermen. Als bewaker werd een procureur aangesteld. In de 13e eeuw ging het om de vazallen Radou en Arnould, terwijl in de 14e eeuw ridder Rasse de Waroux-Warfuzée de functie in handen had. Hierna volgde de familie Hosden en van 1465 tot 1789 de familie Périlheux de Rochelée. De bewakers ontwikkelden zich in de loop der eeuwen steeds meer tot lokale edelen met grootgrondbezit.
In de 16e/17e eeuw werd naast de toren een comfortabel herenhuis gebouwd, waardoor de toren zijn woonfunctie verloor. Dit herenhuis - ook wel vieux chateau genoemd - is in 1928 afgebroken.
In de jaren 80 van de 20e eeuw is de toren gerestaureerd.

## Beschrijving
De rechthoekige toren is 15,6 meter hoog en heeft een afmeting van 10,3 bij 8,2 meter. Er zijn drie bouwlagen boven een kelder. Oorspronkelijk lag er rondom de toren een slotgracht. De muren zijn opgetrokken in kolenzandsteen en kalksteen en zijn 1,55 tot 2,05 meter dik.